# Zastava Kitajske
Zastava Kitajske je eden od državnih simbolov Ljudske republike Kitajske, ki je bila uradno 27. septembra 1949 sprejeta po zmagi komunistov v kitajski državljanski vojni.
Zastavo sestavljajo štiri majhne rumene zvezde in ena velika na rdečem polju.